# .qa
.qa為卡塔尔國家及地區頂級域（ccTLD）的域名。此外还拥有阿拉伯语顶级域名‎。該域名於1996 年 6 月 12 日啟用。截至 2014 年，公眾可以向13 家域名注册商申請註冊.qa域名。

## 外部連結
- IANA .qa whois information（页面存档备份，存于）